# Discografia de Shaquille O'Neal

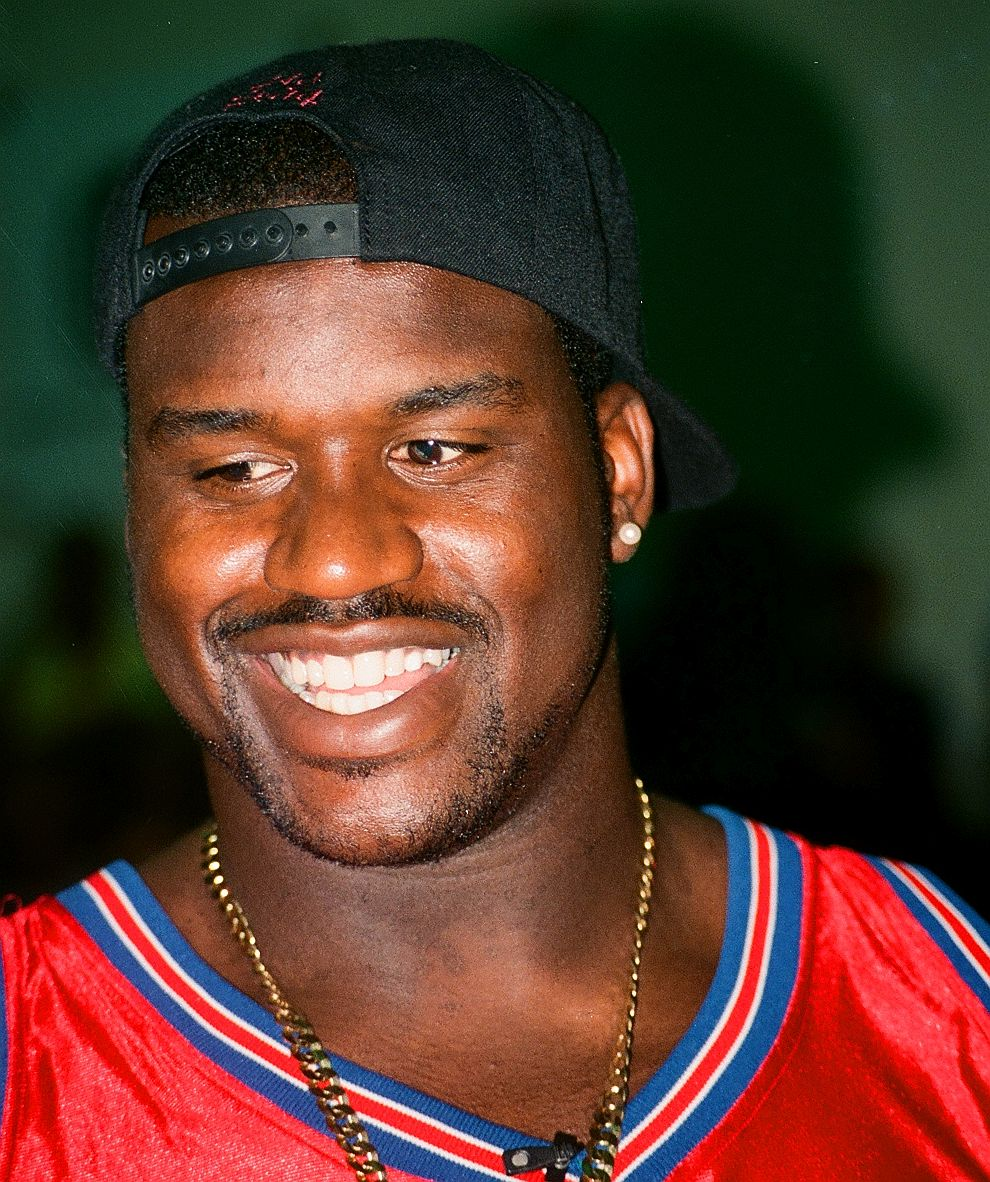

Discografia do rapper, jogador da NBA e ator Shaquille O'Neal. Apesar de O'Neal ser bastante conhecido e até ter números expressivos de vendas de álbuns, é desconhecido de muita gente que ele tenha lançado mais de um disco.

## Álbuns

### Álbuns de Estúdio
| Informação do Álbum |
| --- |
| Shaq Diesel - Lançado em: 26 de outubro de 1993 - Ranking de Vendas: #25 Estados Unidos, #10 Top R&B/Hip-Hop - Premiação RIAA: Platina duplo - Singles: "(I Know I Got) Skillz", "I'm Outstanding", "Shoot Pass Slam" |
| Shaq-Fu: Da Return - Lançado em: 8 de novembro de 1994 - Ranking de Vendas: #67 Estados Unidos, #19 Top R&B/Hip-Hop - Premiação RIAA: Platina - Singles: "Biological Didn't Bother", "No Hooks"                       |
| You Can't Stop the Reign - Lançado em: 19 de Novembro de 1996 - Ranking de Vendas: #82 Estados Unidos, #21 Top R&B/Hip-Hop - Premiação RIAA: Platina - Singles: "Can't Stop The Reign", "Strait Playin'"              |
| Respect - Lançado em: 15 de Setembro, de 1998 - Ranking de Vendas: #58 Estados Unidos, #8 Top R&B/Hip-Hop - Premiação RIAA: N/A - Singles: "The Way It's Going Down", "Blaq Supaman", "Fly Like An Eagle"             |
| Shaquille O'Neal Presents His Superfriends, Vol. 1 - Lançado em: October 9, 2001 - Ranking de Vendas: N/A - Premiação RIAA: N/A - Singles: "Connected", "In The Sun", "I Don't Care"                                  |

### Compilações
| Album Information |
| --- |
| The Best Of Shaquille O'Neal - Lançado em: 12 de novembro de 1996 - Ranking de Vendas: N/A - Premiação RIAA: Disco de Ouro - Singles: "I'm Outstanding" |

### Trilhas Sonoras
| Informação do Álbum |
| --- |
| Trilha Sonora de Kazaam - Lançado em: 18 de Junho de 1996 - Ranking de Vendas: #185 Estados Unidos, #26 Top R&B/Hip-Hop - Premiação RIAA: Disco de Ouro - Singles: "I'll Make Your Dream Come True", "Wishes" |
| Trilha Sonora de Steel - Lançado em: 29 de Julho de 1997 - Ranking de Vendas: #185 Estados Unidos, #26 Top R&B/Hip-Hop - Premiação RIAA: Disco de Ouro - Singles: "Men of Steel", "Straight Playin"           |

## Participações
- Fu-Schnickens - "What's Up Doc? (Can We Rock?)"
- Michael Jackson - "2 Bad"
- New Edition - "Hit Me Off (Remix)"
- Public Announcement - "All Work, No Play" (with Roger Troutman)
- Quincy Jones - "Stomp" (with Coolio, Chaka Khan, Mr. X, Melle Mel, Luniz, Charlie Wilson & Yo-Yo
- Warren G - "My Dear"